# Dunakeszi
Dunakeszi  este un oraș în districtul Dunakesz, județul Pesta, Ungaria, având o populație de 38.653 de locuitori (2011). 

## Demografie
Componența etnică a orașului Dunakeszi
     Maghiari (95,59%)
     Germani (1,29%)
     Necunoscut (1,33%)
     Alții (1,8%)
Componența confesională a orașului Dunakeszi
     Romano-catolici (29,45%)
     Fără religie (22,91%)
     Reformați (9,19%)
     Atei (2,82%)
     Luterani (1,53%)
     Necunoscută (32,92%)
     Alte religii (3,23%)
Conform recensământului din 2011, orașul Dunakeszi avea 38.653 de locuitori. Din punct de vedere etnic, majoritatea locuitorilor (95,59%) erau maghiari, cu o minoritate de germani (1,29%). Apartenența etnică nu este cunoscută în cazul a 1,33% din locuitori. Nu există o religie majoritară, locuitorii fiind romano-catolici (29,45%), persoane fără religie (22,91%), reformați (9,19%), atei (2,82%) și luterani (1,53%). Pentru 32,92% din locuitori nu este cunoscută apartenența confesională.